# Handball-Landesliga Bayern 2009/10
Die Handball-Landesliga Bayern 2009/10 wurde unter dem Dach des „Bayerischen Handballverbandes“ (BHV) organisiert und war hinter der Bayernliga als fünfthöchste Liga im deutschen Ligensystem eingestuft.

## Saisonverlauf
Die Handball-Landesliga Bayern 2009/10 war die vierunddreißigste Saison der mit je vierzehn Mannschaften in Nord und Süd eingeteilten bayerischen Landesliga.

### Modus
Es wurde eine Hin- und Rückrunde gespielt. Platz eins jeder Gruppe war Staffelsieger und Direktaufsteiger in die Bayernliga 2010/11. Die zweiten Plätze spielten in einer Relegation den dritten Aufsteiger aus. Die Plätze zwölf bis vierzehn jeder Gruppe waren Direktabsteiger. Die Plätze elf spielten die Abstiegsrelegation. Gleicher Modus für Männer und Frauen. 

## Teilnehmer
Nicht mehr dabei waren die Auf- und Absteiger der Vorsaison. Neu dabei waren die Absteiger aus der Bayernliga TSV 1875 Göggingen, TSV Trudering dazu SSG Metten und Meister/Aufsteiger (N) aus den Bezirksoberligen.

### Meisterschaft

Bereich des „Bayerischen Handballverbandes“

| Männer Gruppe Süd 1. Platz: TG Landshut 2. Platz: TuS Fürstenfeldbruck II | Männer Gruppe Nord 1. Platz: HC Erlangen II 2. Platz: |

| Frauen Gruppe Süd 1. Platz: ESV Neuaubing 2. Platz: | Frauen Gruppe Nord 1. Platz: TS Herzogenaurach 2. Platz: HSG 2020 Fichtelgebirge |

### Aufstiegsrelegation
Männer: Relegationsgewinner war der TuS Fürstenfeldbruck II

Frauen: Relegationsgewinner war die HSG Fichtelgebirge